# Mykolajiw (Lwiw)
Mykolajiw (ukrainisch Миколаїв; russisch Николаев Nikolajew, polnisch Mikołajów) ist ein Dorf in der ukrainischen Oblast Lwiw mit etwa 300 Einwohnern (2001).

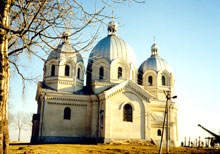
Mariä Schutz und Fürbitte-Kirche von 1903

Durch das 1647 gegründete Dorf verlief zwischen 1909 und 1944 die Bahnstrecke Pidhajzi–Lwiw.
Am 12. Juni 2020 wurde das Dorf ein Teil der neu gegründeten Landgemeinde Dawydiw im Rajon Lwiw, bis dahin war Mykolajiw das administrative Zentrum der gleichnamigen, 8,53 km² großen Landratsgemeinde im Osten des Rajon Pustomyty, zu der noch die Dörfer Haji (Гаї, ⊙) mit etwa 420 Einwohnern, Horodyslawytschi (Городиславичі, ⊙) mit etwa 430 Einwohnern und Pidsosniw (Підсоснів, ⊙) mit etwa 170 Einwohnern gehörten.
Die Ortschaft liegt auf einer Höhe von 282 m 45 km östlich vom ehemaligen Rajonzentrum Pustomyty und 26 km östlich vom Oblastzentrum Lwiw.
Nördlich von Mykolajiw verläuft die Fernstraße N 02 und südlich der Ortschaft die Territorialstraße T–14–25.

## Söhne und Töchter der Ortschaft
- Olha Dutschyminska (1883–1988), ukrainische Schriftstellerin, Literaturkritikerin, Übersetzerin, Journalistin und eine Organisatorin der galizischen Frauenbewegung